# پروتئین کرونا
پروتئین کرونا یک پوشش جدید از بیومولکول‌ها، معمولا پروتئین ها، در اطراف سطح نانوذره است که به طور خود بخود در اطراف مواد نانوکلوئیدی هنگام قرارگیری در معرض محیط های بیولوژیکی تشکیل می‌شود. پروتئین کروناها می توانند در الگوهای مختلفی تشکیل شوند که به اندازه، شکل ترکیب، بار و گروه های عملکردی سطحی آنها بستگی دارد و دارای ویژگی‌هایی هستند که در عوامل محیطی مختلف، استرس برشی، ترکیب رسانه غوطه وری و زمان قرارگیری متفاوت است. این پوشش ها همچنین بر اساس شرایط تعاملات، PH، دما، سطح بیوشیمیایی و فیزیکو شیمیایی تغییر پذیر هستند.
انواع پروتئین کروناها به دو دسته تقسیم می شوند. سخت و نرم. پروتئین های سخت دارای بالاترین پیوندهای پروتئینی هستند که به طور غیر قابل برگشت به سطح نانوذره متصل شده اند. در حالی که پروتئین های نرم دارای پیوندهای پروتئینی با انرژی پایین تر هستند که به طور برگشت پذیر به سطح نانوذره متصل می شوند. این پروتئین های متصل به طور برگشت پذیر به سطح، اجازه می دهند که بیومولکول ها در "کروناهای نرم" به مرور زمان برای کاربردهای مختلف تعویض یا جدا شوند. این تعاملات تحت تاثیر پروتئین -نانوذره و پروتئین- پروتئین موجود در یک محلول قرار دارد و در کروناهای نرم معمول است که تبادل پروتئین‌ها در سطح مشاهده شود.
پروتئین های بزرگتر با پیوندهای ضعیف تر معمولا ابتدا به سطح نانوذره تجمع می یابند و به مرور زمان، پروتئین های کوچک تر با پیوندهای قوی تر جایگزین آنها می شوند و کرونا را سخت تر می کنند که به این پدیده اثر ورمان می گویند.

## عوامل موثر بر تشکیل
این موضوع شناخته شده است که عوامل فیزیکوشیمیایی و بیوشیمیایی متعددی بر تشکیل و ترتیب پروتئین کروناها تاثیر می گذارند. بسیاری از مطالعات قبلی بر درک این فرایندها و نحوه بهره برداری از آنها متمرکز شده اند.

## ترکیب و غلظت پروتئین
برای تعیین این که ترکیب و غلظت پروتئین چگونه بر پروتئین کروناها تاثیر می گذارد، یک مطالعه نانوذرات سیلیکا را به مدت 1 ساعت در محیط پلاسمایی انکوبه کرد و تشکیل کرونا را مشاهده کرد. آن‌ها دریافتند که پروتئین ها به راحتی به سطح سیلیکا جذب می شوند و الگوهای متفاوتی را بسته به مقدار پلاسما در محیط انکوباسیون نشان می دهند. این آزمایش با غلظت های 30 درصد، 20 درصد و 80 درصد پلاسما انجام شد و کشف شد که در مورد پلاسما که در آن غلظت بسیار بالاتری از پروتئین های با میل ترکیبی پایین تر از پروتئین های با میل ترکیبی بالا وجود دارد، پروتئین های با میل ترکیبی پایین تر تمایل به جایگزینی پروتئین های با میل ترکیبی بالاتر در سطح نانوذره داشتند، که این مسئله به دلیل فراوانی بالاتر آنها در پلاسما است. از مطالعاتی این چنینی، مشخص است که پروتئین کرونا می تواند به طور قابل توجهی بسته به وزن و تمایل مولکول های بیولوژیکی در یک محیط خاص تغییر کند.

## قرار گیری در معرض محیط
یکی دیگر از عوامل مهمی که بر پروتئین کروناها اثر می گذارد، زمان قرار گیری در معرض یا مدت زمانی است که یک نانوذره پوشش داده شده با پروتئین ها در معرض محیط های مایع قرار می گیرد. مشخص شده است که بلافاصله پس از معرفی نانوذره به یک محیط بیومولکولی، یک پروتئین کرونا بر روی سطح آن تشکیل می شود. در همین راستا مطالعه ای صورت گرفت تا نانوذرات را در معرض مایعات بیولوژیکی مانند پلاسمای انسانی قرار دهد و نتایج این مطالعه حاکی از آن بود که طول زمان قرار گیری در این محیط ها می تواند بر تشکیل کرونا تاثیر بگذارد. پس از تنها 30 ثانیه تعامل، تقریبا 300 پروتئین در حال جذب به سطح نانوذره شناسایی شدند و بیشتر این مولکول ها دارای تمایل پایین (داروشناسی) و وزن مولکولی بالا بودند. پس از 1 دقیقه یا بیشتر از قرار گیری، الگوهای مختلف پروتئین کرونا مشاهده شد و از میان پروتئین های شناسایی شده، بیشتر آنها دارای تمایل بالاتر و وزن مولکولی کوچک تر بودند که با اثر ورمان سازگار است. بنابراین طول زمان قرارگیری نانوذره در مایع بیولوژیکی می تواند به طور قابل توجهی ترکیب و الگوهای پروتئین کرونا را تغییر دهد.
علاوه بر زمان قرار گیری، عامل دیگر نیروهای برش است. در گذشته محققان تعاملات پروتئین - نانوذره را تحت شرایط بسیار ساکن مطالعه کردند تا متغیرها به راحتی قابل کنترل باشند. با این حال، این شرایط نمایانگر شرایط واقعی بدن انسان نیستند که در آن نانوذرات معمولا در معرض تنش های برشی و شرایط سیال هیدرودینامیکی قرار می گیرند. بنابراین آزمایش‌هایی که شرایط مایع را در نظر می‌گرفتند، برای درک چگونگی دوام پروتئین کروناها در بدن انسان ضروری بود. یک مطالعه نشان داد که جریان سیال تنوع زیستی پروتئین کرونا را افزایش داده و شکل آن را به دلیل نیروهای برشی موجود  در محیط تغییر می‌دهد.
از آنجا که هر دو این عوامل تاثیر آنی بر عملکرد نانوذرات پروتئین کرونا دارند، این مشاهدات اهمیت مطالعه پروتئین کروناها در حضور شرایط سیال را اثبات کرد.

## دما
دما نیز می تواند به طور قابل توجهی بر تعاملات پروتئین- نانوذره تاثیر بگذارد. یک مطالعه بر روی نانوذرات مس نشان داد که با افزایش دمای محیط نانوذرات از 15 درجه سانتیگراد، 27 درجه سانتیگراد و 37 درجه سانتیگراد به 42 درجه سانتیگراد، میزان پروتئین جذب شده به سطح نانوذرات نیز افزایش یافت. این یافته به ویژه در تلاش برای استفاده از پروتئین کروناها برای درمان بیماری ها جالب بود. زیرا در معرفی این ذرات به بدن انسان، آنها باید در دماهای بالا وجود داشته و عملکرد داشته باشند. در افراد مبتلا به تب، دمای تغییر یافته بدن ممکن است توزیع زیستی و دسترسی زیستی نانوذرات را تغییر دهند. بنابراین مهم است که محققان به تاثیرات دما بر پروتئین کروناها توجه کنند.

## تاثیرات ph
محیط نیز می تواند بر تشکیل پروتئین کرونا تاثیر بگذارد. مشخص شده است که PH عامل مهمی است که هنگام مطالعه خواص و عملکرد پروتئین ها باید در نظر گرفته شود. PH می‌تواند میل پیوند پروتئین را بر همکنش های پروتئین نانو ذره تغییر دهد. بنابراین الگوی پروتئین جذب شده در سطح نانوذره را تغییر می‌دهد و اگر از نانوذرات برای روش‌های دارو رسانی استفاده شود، این نانوذرات باید چندین تغییر PH مختلف در مسیر جذب سلولی مانند خون(PH خنثی) محیط های در معرض قرار گرفتن ( PH 6.8) مایعات درون سلولی (PH 6.9 - 7.4) و لیزوروم ها (PH ) داشته باشند. تومورهای سرطانی به ویژه برای ایجاد ریز محیط های اسیدی و همچنین حاوی انواع خاصی از پروتئین ها شناخته شده اند که می توانند تاج پروتئینی اطراف نانوذرات را تغییر دهند که می تواند پاسخ درمانی بدن به مولکول های دارو را تا حد زیادی تغییر دهد.
در نهایت ترکیب خود نانوذره می تواند بر تشکیل پروتئین کرونا در سطح ان تاثیر بگذارد. تفاوت ها در طبیعت هیدروفیلیک با هیدروفوبیک ماده نانوذره می تواند مقدار پروتئین ها در کرونا را تعیین کند. معمولا پروتئین ها به مواد هیدروفوبیک راحت تر از مواد هیدروفیلیک جذب می شوند. در نتیجه نانوذرات هیدروفوبیک بیشتر احتمال دارد که تجمع ذرات و اوپسونیزاسیون بیشتری در بدن انسان ایجاد کنند که می تواند زمان گردش سیستمیک در خون را کاهش دهد.
علاوه بر این برای کمک به تشکیل و حلالیت، نانوذرات معمولا دارای لیگاندها و گروه های عملکردی در سطح خود هستند که مانند اثر انگشت عمل می کنند. اثر انگشت های پروتئینی به توانایی تفکیک یا شناسایی پروتئین ها با استفاده از لیگاندها و روش های دیگر اشاره دارد. این اثر انگشت ها به نانوذرات اجازه می دهند تا به طور ترکیبی برای جذب پروتئین های خاص به سطوح خود جذب شوند. زیری سطح نانوذره نیز ممکن است در تشکیل پروتئین کرونا نقش داشته باشد. زیرا یک مطالعه نشان داد که سطح زبر نانوذره می تواند تعاملات دافعه ای بین نانوذره و بخش های پروتئبن های متصل شونده را کاهش دهد که منجر به افزایش مقدار پروتئین های جذب شده می شود.

## کاربرد

### تحویل دارو
پروتئین کروناها می توانند برای چندین عملکرد مختلف مورد استفاده قرار بگیرند که مهم ترین ان تحویل دارو است.کرونایی که هنگام تماس نانوذرات با مایعات بیولوژیکی تشکیل می شود، مدت هاست که به عنوان یک پتانسیل برای تحویل مولکول های دارویی یا پروتئین های مهم به مکان های مورد نیاز در بدن انسان مورد بررسی قرار گرفته است. نانوذرات به خاطر کارایی بالای بارگذاری دارو و توانایی عبور آسان از موانع بیولوژیکی به دلیل مقیاس نانوشناخته شده اند. قابلیت تنظیم ترکیب آن ها اجازه می دهد تا سمیت آنها کنترل شود و می توانند به گونه ای اصلاح شوند که شامل مجموعه های متنوعی از گروه های عملکردی باشند که می توانند فعالیت های خاصی را انجام دهند. این ویژگی های نانوذرات آن ها را برای قابلیت های تحویل دارو ایده ال می سازد.
یک حوزه ی مهم تحقیق در زمینه تحویل داروی پروتئین کرونا مطالعه زمان گردش نانوذرات در بدن است. برای بهینه سازی اثربخشی یک دارو، مشخص کردن مکان تحویل آن و مدت زمانی که در انجا باقی می ماند، تشخیص داده و بلافاصله برای حذف آنها از بدن اقدام می کنند. این امر از نظر تحویل دارو همیشه مطلوب نیست و بنابراین مطالعاتی برای افزایش زمان گردش انجام شده است. مشخص شد که وقتی اوپسونین ه، مانند فیبرینوژن در پروتئین کرونا فراوان باشند، این پروتئین ها تمایل دارند تا شناسایی ماکروفاژها را تحریک کرده و در نتیجه نانوذرات مصرف شوند. برعکس وقتی کرونا با دی اوپسونین ها، مانند البومین اشباع شود، ماکروفاژها شناسایی کمتری از ذرات نشان می دهند و در نتیجه زمان گردش ذرات به طور قابل توجهی افزایش می یابد. این تکنیک به طور غیر رسمی به اثر "استتار" معروف است. با تنظیم محتوای پروتئین کرونا می توان زمان ماندگاری نانوذرات در بدن را کنترل کرد.
همان طور که قبلا ذکر شد نانوذرات می توانند با گروه های عملکردی خاصی در سطح خود رشد کنند که شیمی انتخابی را القا می کنند. مولکول های بیولوژیکی عملکردی مانند تراسفرین، انسولین و اسید فولیک به طور معمول ئدر سیستم های تحویل داروی هدفمند سرطان استفاده می شوند.
سایر مولکول های کوچک مانند انیدرید، امین، کربوکسیل و تیول می توانند برای هدایت نانوذرات به ارتباط بالای سلولی با سلول های اندوتلیال، سلول های پانکراس و ماکروفاژهای فعال انسانی استفاده شوند.
برخی از اپولی پوپرتنیس مانند: APO E, APOA1 and APOb- 100 می توانند نانوذرات را برای هدف قراردادن سیستم عصبی عملکرد مدار کنند.
یک مشکل دیگر و مهم تر در تحویل داروی نانوذرات، تمایل نانوذرت به تحمع در محل هدف یا در اندام های مختلف است که می تواند سمی باشد. مشخص شده است که اندازه نانوذرات توزیع ان ها در بدن را تعیین می کند. به این معنی که نانوذرات با اندازه های مختلف تمایل دارند در اندام های خاصی تجمع یابند. بنابراین اندازه یک عامل کنترل سیار مهم هنگام بررسی توزیع و تجمع نانوذرات در محل های هدف در حین تحویل دارو است.